# Hậu Tấn

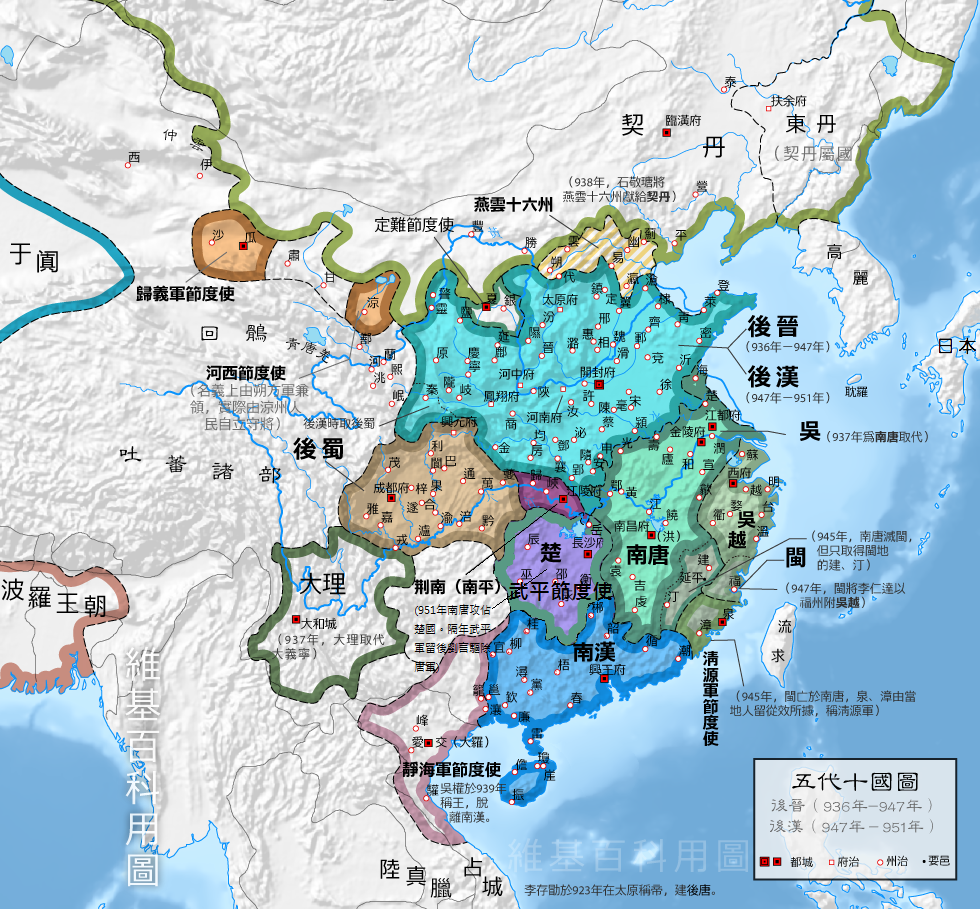
Hậu Tấn (後晉)
Hậu Thục (後蜀)
Kinh Nam (荆南)
Sở (楚)
Nam Đường (南唐)
Ngô Việt (吳越)
Sau năm 945, lãnh thổ nước Mân trước đây bị phân chia giữa Nam Đường, Ngô Việt và Thanh Nguyên quân
Thanh Nguyên quân tiết độ sứ (清源軍節度使)
Nam Hán (南漢)

Nhà Hậu Tấn (936-947) là một trong năm triều đại, gọi là Ngũ đại trong thời Ngũ đại Thập quốc (907-960) ở Trung Quốc.

## Thành lập
Thạch Kính Đường (892-942), người gốc Sa Đà, là con rể Hậu Đường Minh Tông Lý Tự Nguyên. Năm 936, khi đang trấn thủ Hà Đông, ông đã nhờ người Khiết Đan đem đại quân giúp đỡ và lật đổ nhà Hậu Đường. Để trả ơn, Thạch Kính Đường đã cắt đất của 16 châu Yên, Vân (các tỉnh Hà Bắc, Sơn Tây ngày nay) cho họ. Mặt khác, ông cung kính tôn Liêu làm "cha", gọi vua Liêu trẻ hơn mình 11 tuổi là "Vua cha".
Việc làm cung kính ngoại bang và nhất là cắt đất phía bắc của Thạch Kính Đường bị các nhà sử học Trung Quốc phê phán mạnh mẽ, coi là thủ phạm bán nước dẫn đến việc xâm lấn, chiếm đóng của các ngoại tộc nối tiếp nhau (Khiết Đan, Đảng Hạng, Nữ Chân, Mông Cổ) ở phía bắc Trung Quốc suốt hơn 400 năm (từ thời Hậu Tấn tới nhà Minh) mà các chính quyền cai trị Trung Nguyên của Trung Quốc không thể nào khôi phục lại được.
Ông lên ngôi, đổi quốc hiệu là Tấn. Tuy nhiên, trong sách sử viết là nhà Hậu Tấn (Ngũ đại) để phân biệt với nhà Tấn của họ Tư Mã sau thời Tam Quốc (265-420)

## Diệt vong
Sau khi Thạch Kính Đường (Tấn Cao Tổ) lên ngôi thì đất đai bị thu hẹp, số thuế thu được giảm đi mà lại phải nộp cống nhiều cho người Khiết Đan. Do đó phải tăng thuế và áp dụng nhiều chính sách bạo ngược đối với dân chúng.
Hành động cung kính ngoại bang của Thạch Kính Đường khiến nhiều tướng địa phương như An Trọng Vinh không phục, nổi dậy làm loạn. Dù sau đó các cuộc làm loạn bị dẹp nhưng chính quyền Hậu Tấn càng suy yếu.
Năm 942, Tấn Cao Tổ chết, con người anh là Thạch Trọng Quý lên ngôi, tức là Tấn Xuất Đế. Phụ chính Cảnh Diên Quảng khuyên Xuất Đế không phục nước Liêu, chỉ xưng là "cháu" mà không tôn Liêu là "vua".
Người Khiết Đan thấy vậy mưu tính việc chiếm trọn miền Bắc Trung Quốc, Vua Liêu Da Luật Đức Quang liền mang quân Nam tiến. Quân Tấn hai lần đẩy lui quân Liêu (944, 945).
Đức Quang liền quay sang cách cũ, chia rẽ nội bộ Tấn, mua chuộc tướng Đỗ Trọng Uy, hứa đưa lên làm vua như giúp Thạch Kính Đường trước đây. Một bộ phận tướng Tấn cũng phản Tấn theo Liêu. Năm 947, người Khiết Đan chiếm được Kinh đô và gần hết miền Bắc Trung Quốc. Thạch Trọng Quý cùng gia quyến bị người Khiết Đan bắt giữ đưa về Bắc và chết già ở đó. Do Trọng Quý bị bắt ra khỏi nước nên được gọi là Xuất Đế.
Nhà Hậu Tấn truyền được mười một năm tổng cộng hai đời, rồi bị Khiết Đan diệt. Lưu Tri Viễn, một bộ tướng của Thạch Kính Đường, nhân khi lòng dân oán ghét ngoại tộc Khiết Đan chiếm đóng bèn đem quân đánh đuổi Khiết Đan năm 947 để thành lập nhà Hậu Hán

## Các vị vua nhà Hậu Tấn
| Miếu hiệu      | Tên                       | Cai trị | Niên hiệu                                         |
| -------------- | ------------------------- | ------- | ------------------------------------------------- |
| Cao Tổ (高祖)  | Thạch Kính Đường (石敬瑭) | 936-942 | Thiên Phúc (天福) 936-942                         |
| Xuất Đế (出帝) | Thạch Trọng Quý (石重貴)  | 942-946 | Thiên Phúc (天福) 942-943 Khai Vận (開運) 944-946 |

|  |  |  |  |                                             |                           |                           |                           |                           |                           | Tấn Hiến Tổ Thạch Thiệu Ung |  |  |  |  |  |                                         |                                         |                                         |                                         |                                         |                                         |  |  |
|  |  |  |  |                                             |                           |                           |                           |                           |                           |                             |  |  |  |  |  |                                         |                                         |                                         |                                         |                                         |                                         |  |  |
|  |  |  |  |                                             |                           |                           |                           |                           |                           |                             |  |  |  |  |  |                                         |                                         |                                         |                                         |                                         |                                         |  |  |
|  |  |  |  | Tống Vương Thạch Kính Nho                   | Tống Vương Thạch Kính Nho | Tống Vương Thạch Kính Nho | Tống Vương Thạch Kính Nho | Tống Vương Thạch Kính Nho | Tống Vương Thạch Kính Nho |                             |  |  |  |  |  | Tấn Cao Tổ Thạch Kính Đường 892-936-942 | Tấn Cao Tổ Thạch Kính Đường 892-936-942 | Tấn Cao Tổ Thạch Kính Đường 892-936-942 | Tấn Cao Tổ Thạch Kính Đường 892-936-942 | Tấn Cao Tổ Thạch Kính Đường 892-936-942 | Tấn Cao Tổ Thạch Kính Đường 892-936-942 |  |  |
|  |  |  |  | Tống Vương Thạch Kính Nho                   | Tống Vương Thạch Kính Nho | Tống Vương Thạch Kính Nho | Tống Vương Thạch Kính Nho | Tống Vương Thạch Kính Nho | Tống Vương Thạch Kính Nho |                             |  |  |  |  |  | Tấn Cao Tổ Thạch Kính Đường 892-936-942 | Tấn Cao Tổ Thạch Kính Đường 892-936-942 | Tấn Cao Tổ Thạch Kính Đường 892-936-942 | Tấn Cao Tổ Thạch Kính Đường 892-936-942 | Tấn Cao Tổ Thạch Kính Đường 892-936-942 | Tấn Cao Tổ Thạch Kính Đường 892-936-942 |  |  |
|  |  |  |  | Tấn Xuất Đế Thạch Trọng Quý 914-942-946-974 |                           |                           |                           |                           |                           |                             |  |  |  |  |  |                                         |                                         |                                         |                                         |                                         |                                         |  |  |

## Các chủ đề liên quan
- Nhà Hậu Đường
- nhà Hậu Hán
- Lưu Tri Viễn
- Khiết Đan